# Scardamia rectistrigata
Scardamia rectistrigata är en fjärilsart som beskrevs av Eugen Wehrli 1924. Scardamia rectistrigata ingår i släktet Scardamia och familjen mätare. Inga underarter finns listade.